# Cycnium veronicifolium
Cycnium veronicifolium là loài thực vật có hoa thuộc họ Cỏ chổi. Loài này được (Vatke) Engl. mô tả khoa học đầu tiên năm 1895.